# Alexander Kilham
Alexander Kilham (* 20. Juli 1762 in Epworth, Lincolnshire; † 20. Dezember 1798 in Nottingham) war ein englischer Methodistenprediger.

## Leben
Kilhams Eltern waren Simon und Elizabeth Kilham, das Geburtshaus möglicherweise eine ehemalige Farm (heute: Prospect House) oder das Gebäude 79 High Street.
1785 wurde er von John Wesley in den regulären Reisedienst aufgenommen und wurde Pastor eines Sprengels in Sheffield; gleichzeitig wurde er Führer und Sprecher der Democratic party in der methodistischen Bewegung. Er setzte sich für freie Wahlen der Class-leaders und Stewards ein sowie für gleiche Rechte mit Predigern bei der Conference. Er vertrat auch, dass der Predigtdienst keine offizielle Macht oder pastoralen Vorrechte haben solle, sondern einzig die Entscheidungen der Mehrheit umsetzen dürfe. Und er stimmte für eine komplette Trennung der Methodisten von der Anglikanischen Kirche. In der Kontroverse, die daraufhin entbrannte, schrieb er viele, oft provokative Pamphlete, einen Teil davon anonym. Aufgrund dieser Machenschaften wurde er 1796 vor die Conference zitiert und ausgeschlossen. Zusammen mit William Thom gründete er 1798 die Vereinigung The New Itinerancy (später Methodist New Connexion), die 1907 mit der United Methodist Church (Great Britain) verschmolz und heute Teil der Methodist Church of Great Britain ist. Die Kirchenleitung heute spiegelt zu großen Teilen Kilhams Ideen wider.
Kilham und Thom verfassten gemeinsam die Out-lines of a constitution; proposed for the examination, amendment and acceptance, of the members of the Methodist New Itinerancy (Entwurf einer Verfassung, vorgeschlagen zur Prüfung, Verbesserung und Annahme für die Mitglieder der Methodist New Itinerancy, 1797).
Kilham starb 1798. Seine zweite Frau, Hannah Kilham geb. Spurr (1774–1832), die er erst kurz vor seinem Tod heiratete, wurde Quäkerin und arbeitete als Missionarin in Gambia und Sierra Leone. Sie schuf Transkriptionen für verschiedene westafrikanische Sprachen.

## Werke
- Out-lines of a constitution; proposed for the examination, amendment & acceptance, of the members of the Methodist new itinerancy. 1797.
- The substance of a sermon, preached at the opening of the Ebenezer Chapel, Leeds, on the 7th of May, 1797, for the use of the Methodists, formerly occupied by the particular Baptists.
- A defence of the account, published by Alexander Kilham, of his trial before the London conference, 1796: in answer to Messrs. Mather, Pawson, and Benson.
- A candid examination of The London methodistical bull.
- The hypocrite detected and exposed, 1794.
- Miscellaneous Pamphlet Collection (Library of Congress)

## Quelle
- An account of the trial of Alexander Kilham, Methodist preacher, before the general conference in London, on the 26th, 27th, and 28th of July, 1796.
- The life of Alexander Kilham, Methodist preacher, who was expelled from the Conference, or Society of Methodist Preachers, for publicly remonstrating with them for countenancing various corruptions and abuses: to which are added, extracts of letters (in favour of reform) written by a number of preachers to Mr. Kilham, during the time of his undertaking the cause of religious liberty.